# 6923 Borzacchini
A 6923 Borzacchini (ideiglenes jelöléssel 1993 SD) a Naprendszer kisbolygóövében található aszteroida. Stroncone fedezte fel 1993. szeptember 16-án.